# Markus Plenk
Markus Plenk (* 5. Mai 1969 in Ruhpolding) ist ein deutscher Politiker (parteilos, zuvor Bündnis Deutschland, AfD und Bayernpartei). Er war von November 2018 bis Oktober 2023 Mitglied des Bayerischen Landtags.

## Leben
Der Ruhpoldinger Markus Plenk ist verheiratet und hat zwei Kinder. Er studierte Betriebswirtschaftslehre mit Schwerpunkt Banking and Finance (Universität Passau, London School of Economics, University of Stirling), absolvierte eine Bankausbildung und leistete seinen Grundwehrdienst bei den Gebirgsjägern in Bad Reichenhall. Zusammen mit seiner Frau betreibt Plenk im Chiemgau eine Bio-Landwirtschaft.

## Politik
Im Jahr 2005 trat er in die Bayernpartei ein und kandidierte 2014 erfolglos auf deren Kreistagsliste im Landkreis Traunstein. 2015 nahm er Kontakt zum damaligen AfD-Landesvorsitzenden Petr Bystron auf und wechselte Anfang 2017 zur AfD.
Bei der bayerischen Landtagswahl 2018 kandidierte er für die AfD im Stimmkreis Traunstein und im Wahlkreis Oberbayern. Am 19. Oktober wurde er zusammen mit Katrin Ebner-Steiner zu einem von zwei gleichberechtigten Vorsitzenden seiner Landtagsfraktion gewählt. Diese entsandte ihn als ihren Vertreter in den bayerischen Landessportbeirat. Außerdem war Plenk im AfD-Kreisverband Traunstein der stellvertretende Vorsitzende.
Am 5. April 2019 kündigte er an, aus der Fraktion und der AfD auszutreten. Als Grund nannte Plenk dem Spiegel, er habe „es satt, die bürgerliche Fassade einer im Kern fremdenfeindlichen und extremistischen Partei zu sein“. Er werde eine Mitgliedschaft bei der CSU beantragen, kündigte Plenk an. Anschließend wurde er stark angefeindet sowie aus dem rechtsextremen Umfeld der AfD bedroht und stand unter Polizeischutz. Gegenüber einer Aufnahme in die CSU kam aus deren Reihen Ablehnung durch den regionalen ehemaligen Landtagsabgeordneten Markus Fröschl, der mit Austritt drohte.
Plenk trat bei der Kommunalwahl 2020 erneut für die Bayernpartei auf der Kreistagsliste in Traunstein an, wo er als Viertplatzierter mit 5.953 gültigen Stimmen – 2.128 Stimmen hinter dem Drittplatzierten – nicht in den Kreistag in Traunstein gewählt wurde.
Ab Januar 2023 war Plenk Mitglied der im Herbst 2022 gegründeten Partei Bündnis Deutschland und wurde im Februar 2023 zum Vorsitzenden des Landesverbandes Bayern gewählt.
Ende September 2023 wurde er von seinem Landesverband als Kandidat für die Wahl zum Europäischen Parlament im Juni 2024 nominiert, erschien jedoch nicht zum Europaparteitag. Am 1. Oktober 2023 erklärte Plenk schließlich seinen Parteiaustritt.
Mit Konstituierung des 19. Bayerischen Landtages am 30. Oktober 2023 schied er aus dem Parlament aus.